# 中州路
中州路是中國上海市虹口区南部一条南北向的道路。南起武进路，北至虬江路。全长约300余米，道路原分南北两段，南段最初由汇广公司辟筑于1903年，称为黑狮路。1911年后由汇广公司将路权移交给公共租界工部局。北段修筑于1917年，当时即命名为中州路。1943年后，两路合一后统称中州路。

## 简史
中州路南段（原称黑狮路），最初由该地的业主汇广公司修筑于1903年，并以原公共租界工部局董事会董事赫司克尔（F. E. Haskell）的名字命名。由于该路属于私有马路，修筑之初并不受到工部局巡捕房的保护，为此汇广公司于1903年和1904年曾多次致信工部局董事会以期解决。工部局董事会则以收取10%的房租作为捐税为要求，以提供市政服务。最终，汇广公司不得不于1913年向公共租界提出将该路治权移交给工部局。由于黑狮路还是越界筑路，因此中国方面对于该路治权的移交提出抗议。最终通过上海领事团的领袖领事与闸北巡警署等机构沟通后。1911年7月31日，该路契约送达上海道台处，完成了治权移交。
中州路北段，由中国方面修筑于1917年，初筑时为泥土石片混筑路，并以中原的古称中州命名该路。1943年后，黑狮路与中州路合一，统称中州路。

## 沿街建筑
该路原51号抗战后为行政院善后救济总署第四仓库，2000年以后拆除。102号为第四批上海市优秀历史建筑之一的华童公学校址，抗战后一度为国立上海商学院所用。1952年起改为华东师范大学第一附属中学校址。2007年起，为该校初中部即上海市民办新华初级中学使用。

## 交汇道路
与中州路由南向北交汇的道路分别为：
- 武进路
- 中州支路
- 虬江支路
- 虬江路